# The Wombles (videogioco)
The Wombles è un videogioco pubblicato nel 1990 per Amstrad CPC, Commodore 64 e ZX Spectrum dall'editrice economica britannica Alternative Software. È tratto dai personaggi britannici per bambini Wombles, simili ad animaletti antropomorfi pelosi, con riferimento in particolare alla serie televisiva con pupazzi The Wombles, mostrata sulla confezione.

## Modalità di gioco
Il giocatore controlla il womble Orinoco con l'obiettivo di trovare determinati oggetti, come una valigia, un telefono o il giornale The Times, che gli vengono richiesti uno alla volta da altri womble. Lo scenario è costituito dalla tana arredata degli womble e dal vicino parco pubblico, molto più ampio, ma poco variabile nell'aspetto. Lo scenario è un labirinto poco complesso, esteso soprattutto in orizzontale, con un massimo di tre strade parallele collegate da passaggi trasversali. La visuale è di lato a schermata statica e mostra il tratto di strada attuale, dove Orinoco può muoversi solo in orizzontale e saltare. L'azione occupa meno di metà dello schermo, mentre sotto di essa è disponibile una minimappa delle vicinanze, insieme ai vari indicatori di stato. 
Nel parco si possono incontrare topi, scoiattoli e vespe; si può giocare in modalità facile o difficile, nel primo caso gli animali sono innocui, nel secondo si devono schivare altrimenti si perde una vita. Secondo il manuale è possibile incontrare anche esseri umani, segnalati sulla minimappa, da evitare.
Nello scenario si aggira anche il womble Wellington, che nel gioco è un avversario. Anche Wellington cerca di recuperare gli oggetti, e se riesce a portarne uno al richiedente prima del giocatore si perde una vita. Se l'oggetto viene portato prima dal giocatore si ottiengono punti e una vita premio. Se invece scade il tempo assegnato per l'oggetto senza che nessuno lo consegni, nella modalità difficile è direttamente game over. Wellington e gli oggetti sono evidenziati anche sulla minimappa. Se Orinoco entra in contatto con Wellington si perde metà del proprio punteggio, ma nel successivo contatto si riprendono i punti rubati. 
In ogni schermata del parco può passare dell'immondizia in movimento, come cartacce rotolanti o lattine di Coca-Cola saltellanti. Questi si possono raccogliere e gettare in uno dei cestini pubblici per guadagnare punti. Per raccoglierli è però necessario premere il pulsante/tasto di fuoco nel preciso momento in cui incrociano Orinoco, e si ha a disposizione un solo tentativo per ogni passaggio.